# 富山県道374号境宮崎線

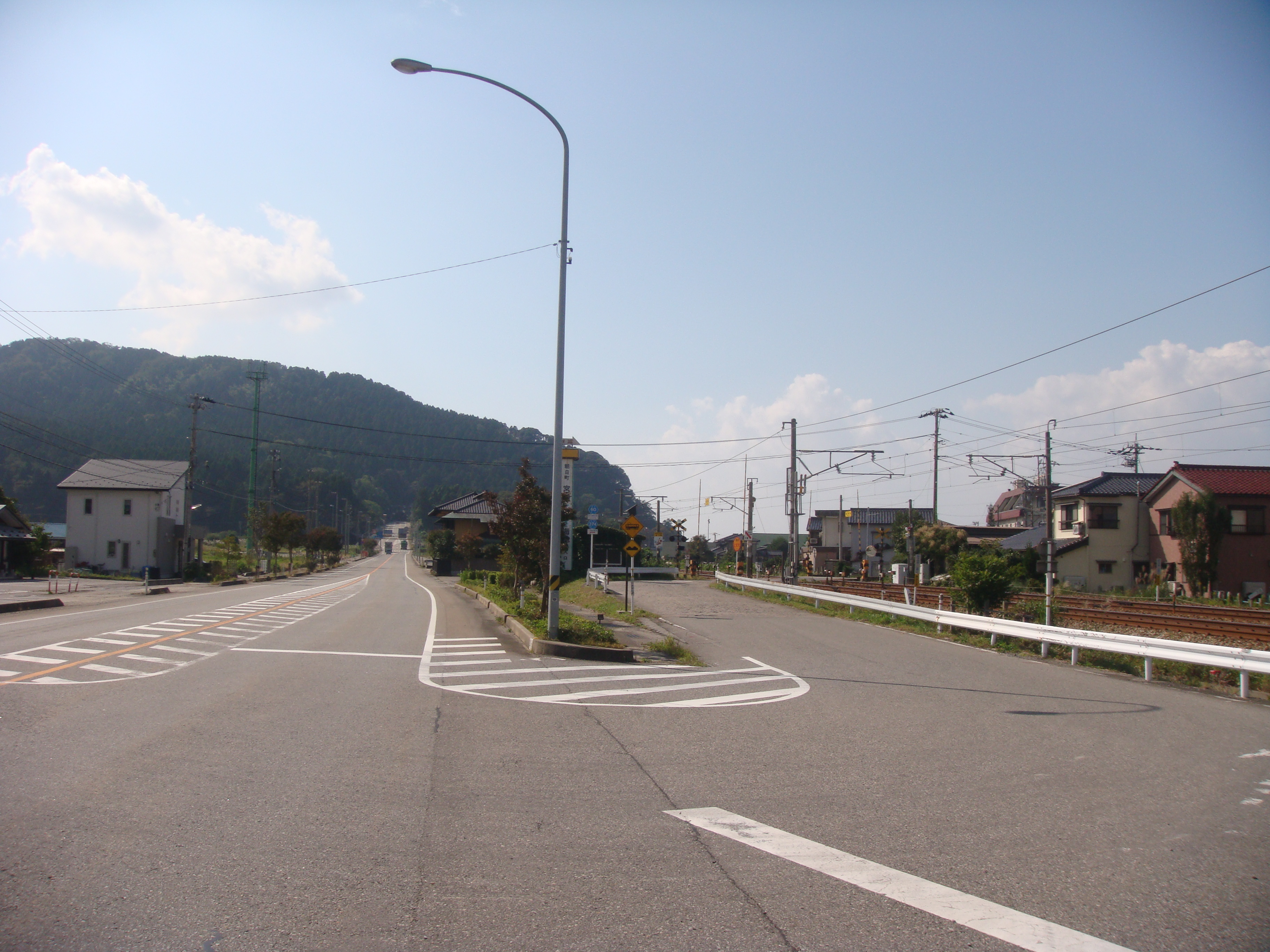
朝日町宮崎にて。左は国道8号、右の鉄道は北陸本線（現在、あいの風とやま鉄道線）である。
（2011年（平成23年）10月撮影）

富山県道374号境宮崎線（とやまけんどう374ごう さかいみやざきせん）は、富山県下新川郡朝日町内を通る一般県道（富山県道）である。大部分は旧国道8号。

## 概要

### 路線データ
- 起点：富山県下新川郡朝日町境字東地1879番の1（＝国道8号交点）
- 終点：富山県下新川郡朝日町宮崎字横田3239番の3（＝あいの風とやま鉄道越中宮崎駅前）

## 歴史
- 1980年（昭和55年）3月31日：路線認定[1]。

## 路線状況

### 重複区間
- 国道8号（下新川郡朝日町境・境交差点 - 同町宮崎）
- 富山県道60号入善朝日線（朝日町宮崎地内）

## 地理

### 通過する自治体
- 富山県下新川郡朝日町

### 接続道路
- 国道8号 境バイパス（下新川郡朝日町境：起点）
- 国道8号 境バイパス（朝日町境・境交差点）
- 国道8号、富山県道60号入善朝日線（朝日町宮崎）
- 富山県道60号入善朝日線（朝日町宮崎）

### 周辺
- 境川
- 境一里塚
- 関の館（旧朝日町立境小学校跡）
  - 境関所跡
- 境郵便局
- 境鉱泉
- 北陸自動車道 越中境パーキングエリア
- 宮崎鉱泉 別館
- あいの風とやま鉄道線 越中宮崎駅
- 宮崎・境海岸